# Vadičovský potok
Vadičovský potok – duży, zasobny w wodę potok w Górach Kisuckich, w Karpatach Zachodnich na Słowacji. Długość ok. 13,5 km.

## Charakterystyka
Źródła na wysokości ok. 720 m n.p.m. na północnych stokach bocznego grzbietu górskiego, odchodzącego w kierunku zachodnim od szczytu Zlieň (765 m n.p.m.). Spływa początkowo na północ, później na północny zachód dość wąską, zalesioną doliną. Natrafiwszy na potężny masyw wyniosłej Ľadonhory skręca ku południowemu zachodowi, a na wysokości pierwszych zabudowań wsi Horný Vadičov – ku południu. Na terenie tej wsi przyjmuje swój największy dopływ, Dlhý potok. Jego dolina się wyraźnie rozszerza, a potok, opływając wielkim łukiem od południa wzniesienia u południowych podnóży Ľadonhory (Bizov vrch, 623 m n.p.m. i Diely, 655 m n.p.m.), w miejscowości Dolný Vadičov przybiera kierunek północno-zachodni. W dolnej części wsi Lopušné Pažite jego dolina znacznie się zwęża, a potok przebija się przez Pieniński Pas Skałkowy, między końcówką wału Sten na północy a szczytem Veľké Ostré (653 m n.p.m.) na południu. Niżej potok wypływa w szeroką tu dolinę Kisucy, do której wpada, jako jej lewobrzeżny dopływ, na wysokości ok. 355 m n.p.m. w miejscowości Radoľa, na wprost Kysuckého Nového Mesta.
W górnym biegu w korycie szereg bystrzy i progów skalnych. w tym kilkumetrowej wysokości wodospad (Vadičovský vodopád). W środkowym biegu tok kręty. Koryto, poza niewielkimi fragmentami w dolnym biegu i w obszarze bardziej zwartej zabudowy, nieuregulowane, niezabudowane.